# Lippens (geslacht)
Lippens is een Belgisch, sinds 1921 adellijk geslacht, dat sedert de 17e eeuw actief is in het Belgische economische en politieke leven.

## Geschiedenis
De stamreeks begint met Christophe Lippens die gildeschepen was van Assenede en wiens echtgenote Justine de Wint in 1693 in Moerbeke overleed. Hun zoon Pierre trouwde in 1634, de eerste vermelding van een lid van het geslacht, hun andere zoon Jean was burgemeester van Zuiddorpe en van Beoostenbly. In latere generaties waren leden burgemeester van Moerbeke-Waas, Zaffelare, Gent en Knokke-Heist. Maurice Lippens was bestuurder van Fortis tot de bankencrisis, zijn broer Léopold was burgemeester van Knokke-Heist. Hun grootvader was zowel gouverneur van Oost-Vlaanderen als gouverneur-generaal in Belgisch-Kongo. De familie lag aan de basis van de uitbouw van Knokke.

## Adelsbesluiten
- 15 november 1921: adelsverheffing voor Raymond Lippens (1875-1964), voor Maurice Lippens (1875-1956) en voor Edgard Lippens (1883-1967)
- 6 maart 1924: adelsverheffing voor Jean Lippens (1909-1967) en Robert Lippens (1911-1996)
- 4 november 1936: verlening van de persoonlijke titel van graaf aan jhr. Maurice Lippens (1875-1956)
- 31 mei 1949: omzetting van de persoonlijke titel van graaf met overgang bij recht van eerstgeboorte op mannelijke afstammelingen voor Maurice graaf Lippens (1875-1956), en bij gebrek aan mannelijke afstammelingen, overgang bij recht van eerstgeboorte op hem en zijn mannelijke afstammelingen voor jhr. Léon Lippens (1911-1986), zijn schoonzoon
- 31 mei 1949: overgang van de titel van graaf zoals verleend aan zijn schoonvader Maurice Lippens (1875-1956) op hem en met overgang bij recht van eerstgeboorte op mannelijke afstammelingen voor jhr. Léon Lippens (1911-1986), in 1936 gehuwd met dochter Suzanne Lippens (1903-1985); deze verlening kreeg effect na het overlijden van haar vader Maurice Lippens in 1956
- 16 oktober 1965: verlening van de titel van graaf met overgang bij recht van eerstgeboorte op mannelijke afstammelingen voor jhr. Philippe Lippens (1910-1989)
- 29 mei 1975: verlening van de titel van graaf met overgang bij recht van eerstgeboorte op mannelijke afstammelingen voor jhr. Robert Lippens (1911-1996)
- 27 juli 1983: verlening van adeldom met de titel van barones aan Renée Lippens (1907-1988)
- 18 december 1998: verlening van de titel van graaf aan jhr. Maurice Lippens (1943), broer van Leopold (1941-2021), en aan al zijn afstammelingen in mannelijke lijn

## Geslachtswapens
Bij de verschillende adelsbesluiten werden licht verschillende wapens vastgesteld. De laatste beschrijving uit 1998 luidt als volgt:
In keel een keper vergezeld van drie gevleugelde draken zonder poten paalsgewijs geplaatst, dit alles van goud. Het schild getopt met de rangkroon van graaf, overtopt met een helm van zilver, gekroond, getralied, gesierd en omboord van goud, gevoerd en gehecht van keel. Dekkleden van goud gevoerd van keel. Helmteken: een uitkomende draak van het schild. Wapenspreuk: Nihil metuere in letters van goud op een lint van keel. Schildhouders: rechts een wilde van vleeskleur omgord en gekroond met bladeren van sinopel, steunend op een knots van hetzelfde, en links door een neger van natuurlijke kleur, omgord van zilver, steunend op een knots van natuurlijke kleur.

## Enkele telgen
- Jan Lippens (1697-1788), dijkgraaf van de Moere en griffier van het Wulfsdonk in Moerbeke
  - Philippe-François Lippens (1742-1817), hoofdschepen van het Land van Waas
    - Philippe Jean Lippens (1772-1839), lid van de eerste provinciale raad van Oost-Vlaanderen, gehuwd met Victoire Amélie de Naeyer (1780-1875). Na zijn overlijden hertrouwde ze met Pierre van Remoortere.
      - Eugène Lippens (1816-1900), burgemeester van Zaffelare
      - Auguste Marie Lippens (1818-1892), burgemeester van Moerbeke-Waas, provincieraadslid van Oost-Vlaanderen, volksvertegenwoordiger en senator, trouwde in 1844 in Aken met Mathilde Kuetgens (1824-1862), dochter van Peter Kuetgens, Duits stoffenfabrikant. Ze kregen twee zoons en een dochter.
        - Auguste Philippe Lippens (1845-1904), trouwde in 1872 in Brussel met Marie-Ghislaine t'Serstevens (1851-1941). Ze kregen een zoon en twee dochters.
          - Marguerite Lippens (1874-1911), huwde in 1895 in Gent ridder Louis t' Serstevens (1868-1947), burgemeester van Stavelot en lid van de Hoge Raad voor Eupen en Malmedy, zoon van ridder Edmond t' Serstevens, provincieraadslid van Luik. Ze kregen een zoon en drie dochters, met afstammelingen tot heden.
          - Jhr. Raymond Lippens (1875-1964), trouwde in 1909 in Aalst met barones Ghislaine de Bethune (1889-1969), dochter van baron Léon de Bethune, diplomaat, schepen van Aalst en volksvertegenwoordiger. Ze kregen twee zoons.
            - Philippe graaf Lippens (1910-1989), militair, archeoloog en voorzitter Caritas Catholica, trouwde in 1938 in Brussel met Marguerite (Daisy) Houtart (1915-2005), dochter van baron François (Francis) Houtart, advocaat, buitengewoon gezant bij de Heilige Stoel en industrieel, en kleindochter van Charles Claes. Ze kregen twee zoons en twee dochters, met afstammelingen tot heden.
              - François graaf Lippens (1939), ereconsul-generaal in Nice, familiehoofd, trouwde met Régine Simonis. Ze kregen een dochter. Hij hertrouwde met Christine Van Hoof. Ze kregen twee zoons.
                - Delphine Lippens (1969)
                - Jhr. Thomas Lippens (1981)[2]
                - Jhr. Antoine Lippens (1983)[3]

              - Jhr. Eric Lippens (1941-2016), trouwde met barones Brigitte Forgeur (1950). Ze kregen een zoon.
                - Jhr. Sébastien Lippens (1977)

              - Anne Lippens (1943), trouwde met Georgio Franchetti.
              - Christabel Lippens (1952-2014), trouwde met Jean Guarneri.

            - Léon graaf Lippens (1911-1986), burgemeester van Knokke en ornitholoog, trouwde in 1936 in Elsene met zijn achternicht, jkvr. Suzanne Lippens (1903-1985), pilote. Ze kregen twee zoons en twee dochters.
              - Jkvr. Marie Lippens (1937), trouwde met Roger Nellens (1937-2021), kunstschilder en - verzamelaar. Ze kregen een zoon en twee dochters, met afstammelingen tot heden. Ze waren gescheiden. Ze hertrouwde met Christian Franck. Ze kregen een dochter.
              - Jkvr. Élisabeth Lippens (1939-2023), trouwde in 1960 met prins Ferdinand Fürst von Bismarck-Schönhausen (1930-2019), achterkleinzoon van Otto von Bismarck. Ze kregen drie zoons en een dochter, met afstammelingen tot heden.
              - Léopold graaf Lippens (1941-2021), schepen van Knokke en burgemeester van Knokke-Heist, trouwde met Patricia Matthieu de Wynendaele (1945-2003). Ze kregen een zoon en een dochter, met afstammelingen tot heden. Ze scheidden in 1984. Hij hertrouwde in 1995 in San Francisco met Astrid Van den Boogaerde (1954-2008). Ze scheidden in 2000.
                - Julie Lippens (1970), trouwde met Lionel van den Boogaerde (1967), kunstenaar. Ze kregen een zoon en een dochter.
                - Jhr. Valéry Lippens (1972), fotograaf, trouwde met Valentine Karsenty (1977). Ze kregen twee zoons. Lijstduwer in Knokke-Heist in 2024.[4]
                - Justine Lippens (1995)

              - Maurice graaf Lippens (1943), bankier en bestuurder, voorzitter van Fortis, trouwde met Kathleen Matthieu de Wynendaele (1943). Ze kregen een zoon en drie dochters.
                - Alexandre graaf Lippens (1970), trouwde met Alexandra Capelle. Ze kregen twee dochters.
                - Caroline gravin Lippens (1972)
                - Ariane gravin Lippens (1974), trouwde met Félix graaf de Liedekerke.
                - Stéphanie gravin Lippens (1975), trouwde met Alexander Weiner.

          - Juliette Lippens (1879-1941), trouwde in 1901 in Gent met Ernest de Geradon (1871-1957), cavalerieofficier, lid van het Geheim Leger en burgemeester van Couthuin, zoon van Arthur de Geradon, burgemeester van Vinalmont. Ze kregen drie dochters, met afstammelingen tot heden.

        - Hippolyte Lippens (1847-1906), advocaat, industrieel, burgemeester van Gent, volksvertegenwoordiger en senator, trouwde in 1873 in Gent met jkvr. Louise de Kerchove de Denterghem (1855-1930), dochter van Charles de Kerchove de Denterghem, ingenieur, burgemeester van Gent, provincieraadslid van Oost-Vlaanderen, volksvertegenwoordiger en senator. Ze kregen drie zoons en een dochter.
          - Maurice August graaf Lippens (1875-1956), advocaat, burgemeester van Moerbeke, gouverneur van Oost-Vlaanderen, gouverneur-generaal van Belgisch-Congo, minister en voorzitter van de Senaat, trouwde in 1902 in Brussel met Madeleine Peltzer (1883-1972), kleindochter van Léon Orban. Ze kregen twee dochters.
            - Jkvr. Suzanne Lippens (1903-1985), pilote, trouwde in 1936 in Elsene met haar achterneef, Léon Lippens. Ze kregen twee zoons en twee dochters. (zie hierboven)
            - Jkvr. Marie-Louise (Mary) Lippens (1904-1944), lid van het Geheim Leger, trouwde in 1929 in Brussel met Jean del Marmol (1901-1971), lid van het Geheim Leger. Ze kregen twee zoons en twee dochters, met afstammelingen tot heden.

          - Paul Lippens (1876-1915), architect, gemeenteraadslid van Gent en bestuurder van La Flandre libérale, trouwde in 1906 in Vilvoorde met Suzanne Orban (1887-1971), dochter van Alfred Orban, neef van Walthère Frère-Orban. Ze kregen twee zoons en een dochter.
            - Renée barones Lippens (1907-1988), directrice van het Théâtre national. Ze bleef ongehuwd.
            - Jhr. Jean Lippens (1909-1967), burgemeester van Moerbeke-Waas, trouwde in 1938 in Brussel met Gunilla von Dardel (1915-1966), dochter van Gustaf von Dardel, Zweeds diplomaat. Ze kregen twee dochters.
              - Lucie Lippens (1938), trouwde in 1970 met Philippe van Hille (1940), magistraat, zoon van Willy van Hille, advocaat, genealoog en heraldicus. Ze kregen een zoon, met afstammelingen tot heden.
              - Claire Lippens (1948-2019), trouwde in 1972 met Toshio Koyanagi (1947-2014). Ze kregen drie dochters, met afstammelingen tot heden.

            - Robert graaf Lippens (1911-1996), industrieel, trouwde met Marie-Cécile Bédier (1925-2012). Ze kregen twee zoons en een dochter.
              - Paul graaf Lippens (1952), voorzitter van de raad van bestuur Finasucre, trouwde met Yolanda Wu (1948). Ze kregen twee dochters.
                - Natacha Lippens (1980), voorzitter van de raad van bestuur van Finasucre, trouwde met Edoardo Agamemnone.
                - Jessica Lippens (1984), trouwde met Miguel-Angel Arcos del Valle.

              - Jhr. Olivier Lippens (1953), CEO van Finasucre, trouwde met Catherine Wolters (1956). Ze kregen twee zoons en twee dochters.
                - Vanessa Lippens, trouwde met Bernard graaf de Launoit (1964-2023), gedelegeerd bestuurder van de Muziekkapel Koningin Elisabeth, zoon van Jean-Pierre graaf de Launoit, gedelegeerd bestuurder van Royale Belge, voorzitter van de raad van bestuur van AXA België en voorzitter van de Koningin Elisabethwedstrijd. Ze kregen een zoon en drie dochters.
                - Jhr. Jérôme Lippens (1979), CEO van Finasucre, trouwde met Colombine Visart de Bocarmé (1980). Ze kregen drie zoons en twee dochters.
                - Adeline Lippens (1981), trouwde met Henri baron de Gerlache de Gomery (1973). Ze kregen een zoon en twee dochters.
                - Jhr. Augustin Lippens (1987)

              - Florence Lippens (1955), trouwde met jhr. Evence-Charles Coppée (1953-2022), redacteur. Ze kregen twee zoons, met afstammelingen tot heden.

          - Anna Lippens (1877-1957), trouwde in 1899 in Gent met Robert Osterrieth (1869-1947), voorzitter van de Royal Yacht Club de Belgique en ondervoorzitter van het uitvoerend comité van de Olympische Zomerspelen van 1920, zoon van Jacques Osterrieth, handelaar. Ze kregen vier zoons en een dochter, met afstammelingen tot heden.
          - Jhr. Edgard Lippens (1883-1967), burgemeester van Moerbeke-Waas, trouwde met Jenny (Renée) Preud'homme (1890-1987). Ze kregen twee zoons en een dochter.
            - Jhr. Jacques Lippens (1913-1994), zeiler op de Olympische Zomerspelen 1948, trouwde met Mireille Masereel (1926-2023).
            - Jkvr. Gisèle Lippens (1915-2010), trouwde in 1937 met Roger de Châteleaux (1879-1956), schrijver en journalist, en in 1953 in Parijs met André Ménard (1907-1988), Frans koloniaal ambtenaar.
            - Jhr. Charles Lippens (1916-2009), trouwde in 1945 in Watermaal-Bosvoorde met Lucie Hullin (1918-1991). Ze kregen drie dochters.
              - Jkvr. Anne Lippens (1946-1958)
              - Jkvr. Claude Lippens (1947), trouwde met Jean-Pierre de Moerloose (1953). Ze kregen twee dochters, met afstammelingen tot heden.
              - Jkvr. Nadine Lippens (1950), trouwde met Claude Lebbe (1942). Ze kregen drie zoons, met afstammelingen tot heden.

        - Marie Lippens (1850-1918), trouwde in 1870 met Oswald graaf de Kerchove de Denterghem (1844-1906), provincieraadslid van Oost-Vlaanderen, gouverneur van Henegouwen, volksvertegenwoordiger en senator. Ze kregen twee zoons en drie dochters. Hun dochter jkvr. Marthe de Kerchove de Denterghem (1877-1956), feministe, trouwde in 1898 in Gent met Pol-Clovis baron Boël (1868-1941), industrieel, volksvertegenwoordiger en senator.

      - Stéphanie Lippens (1823-1906), trouwde in 1842 in Gent met Hippolyte de Kerchove d'Exaerde (1822-1906), burgemeester van Moerbeke-Waas.

## Afbeeldingen

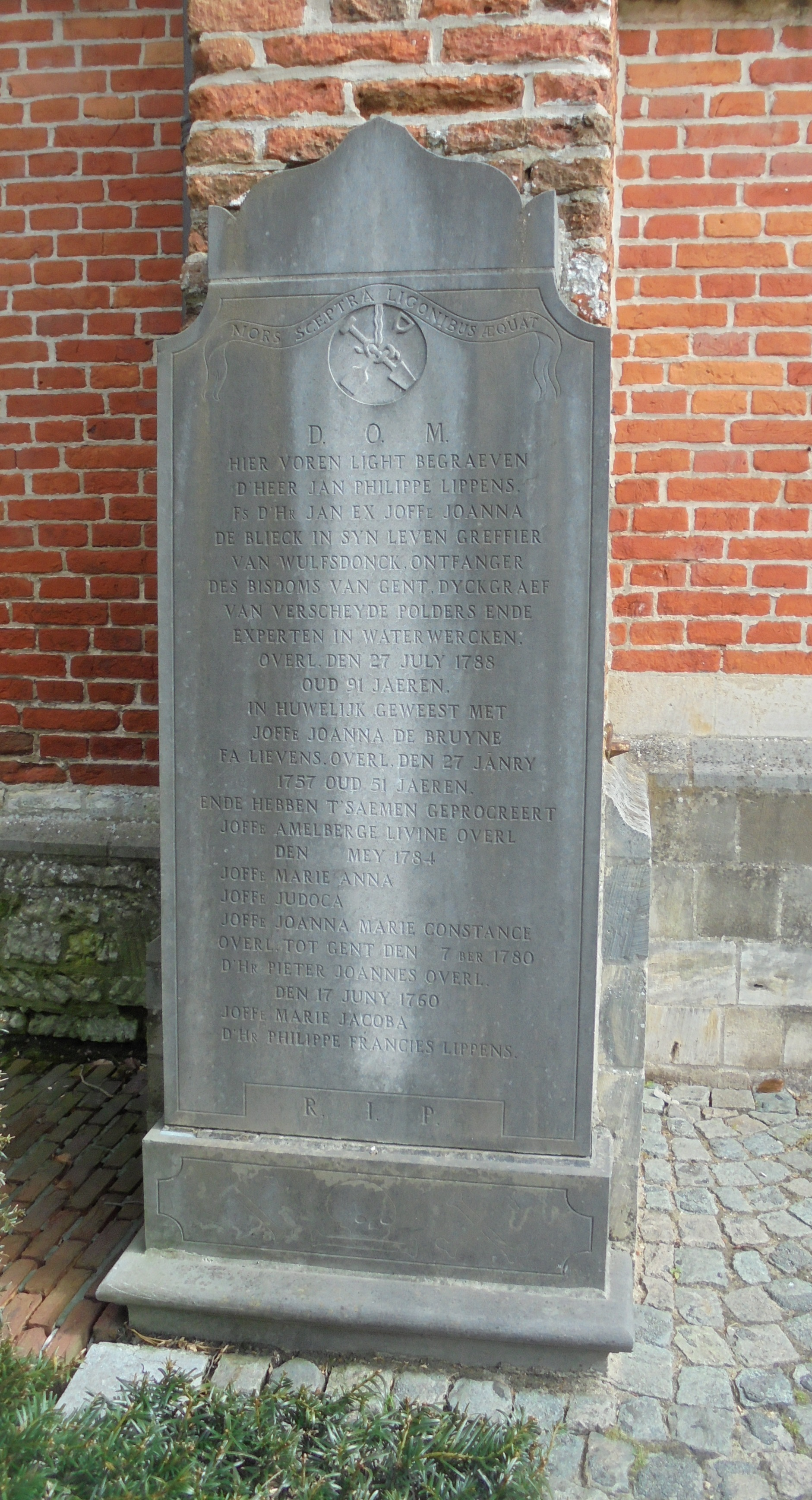
Grafmonument van Jan Lippens (1697-1788) bij de kerk van Moerbeke
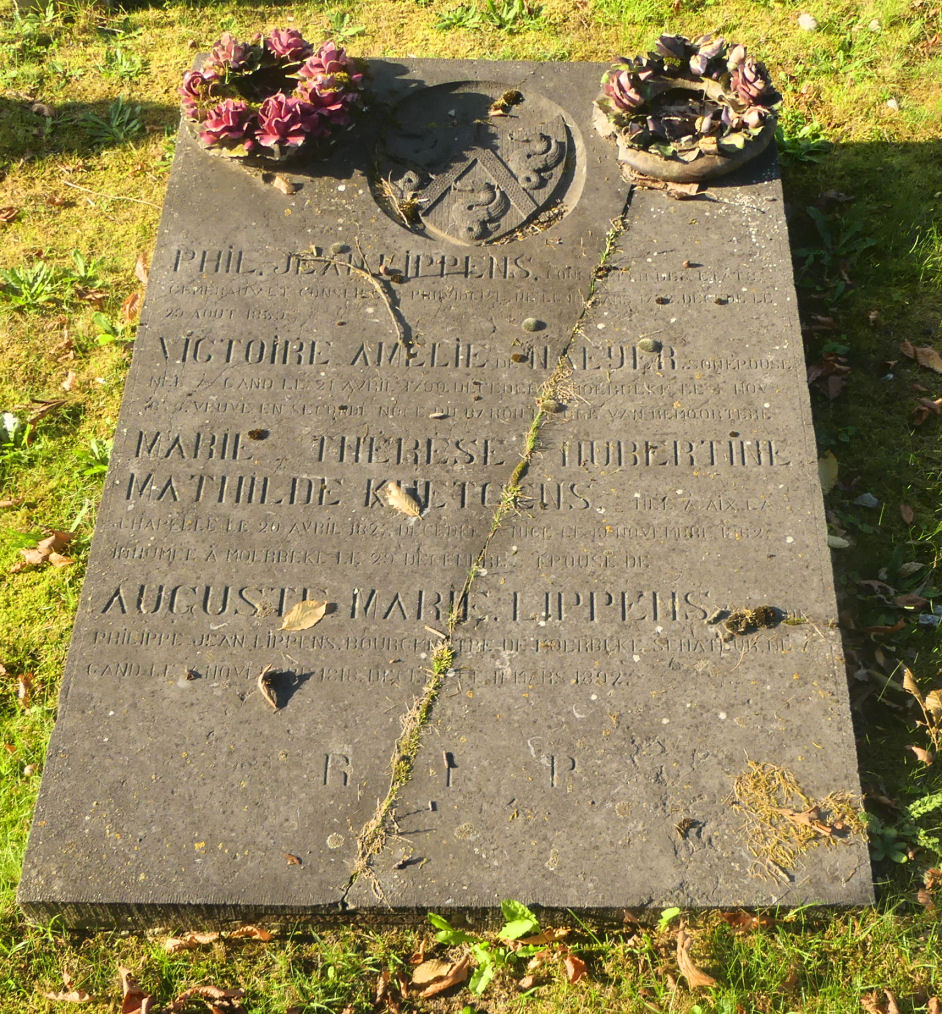
Grafzerk in arduin, begraafplaats Moerbeke
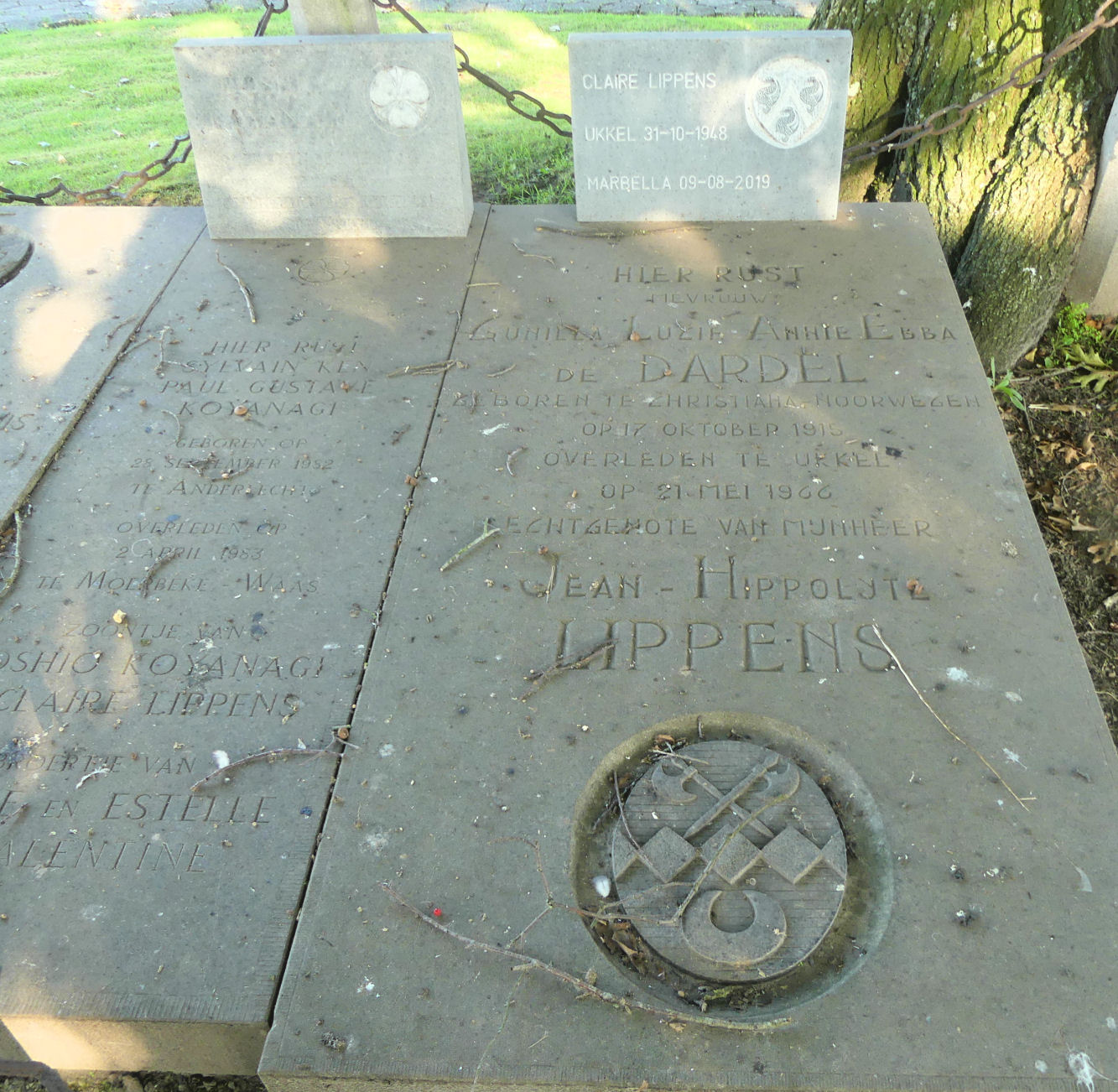
Grafzerk in arduin, begraafplaats Moerbeke